# 无源光器件
无源光器件（英語：passive optical device）也称为“光无源器件”，是在光纤通信实现自身功能过程中，内部不发生光电能量转换的一类器件，包括光纤连接器（optical fiber connector）、光定向耦合器（optical directional coupler）、光學隔離器（optical isolator）、光衰减器（optical attenuator）等器件。它是光纤通信设备的重要组成部分，也是其它光纤应用领域不可缺少的元器件。它在光路中起着光纤连接、光功率分配、光信号的衰减和光波分复用等作用，具有高回波损耗、低插入损耗、高可靠性、稳定性、机械耐磨性和抗腐蚀性、易于操作等特点，广泛应用于长距离通信、区域网络及光纤到户、视频传输、光纤感测等等。没有它就构不成光纤通信系统。局端与用户之间只需无源光器件组成的网络，称为“无源光网络”。